# Міґіта Тосіхіде
Міґіта Тосіхіде (*右田 年英, 1862/1863 — 4 лютого 1925) — японський художник майстер періоду Мейдзі.

## Життя і творчість
Походив з мистецької родини Мігіта. Його батько був художником школи Кано. Народився у 1862 або 1863 році в місті Ойтакен, отримавши ім'я Тойохіко. Навчався спочатку в художників Кунісава Сімкуро і Хондо Кінкітіро. З 1877 року працює над ілюстраціями для газет і журналів. 1879 року стає учнем Цукіока Йосітосі. З 1890-х років повертається до виконання ілюстрацій для книг і газет, тривалий час співпрацював з газетою «Асахі сімбун».
У стилі дотримувався технік укійо-е і йога (західноєвропейського). В жанрі укійо-е звертався до зображення відомих історичних постатей і знаних самураїв. Серед них відзначаються серії «Поетична збірка 36 героїв», «Життєписи відданих васалів», «18 шляхетних мужів і вчинків».
Також працював у жанрі якуся-е (зображення акторів). Особливо часто малював свого улюбленого актора театру кабукі Ітікава Дандзюро IX (творця «Нового Кабукі»), портрети якого часто створював. Відомою є серія «Вісімнадцять гідних прикладів» про театральні сцени.
Крім того, є автором робіт у жанрі бідзінга (зображення красунь). Відомим доробком є «12 аспектів жіночої краси» (1901 рік), де кожен образ є уособленням одного з місяців року.
Його військові гравюри (сенсьо-е) у форматі триптих вважаються важливими історичними документами. В них представлено події Першої китайсько-японської війни і російсько-японської війни. Особливістю є те, що вороги — китайці і росіяни — у Тосіхіде зображуються часто і реалістично (загальним звичаєм було зображати або тільки «своїх», або якщо вже ворогів — то досить карикатурних). Відзначають роботи «Картина про капітана Авата, який несамовито б'ється зі своїм знаним мечем під час нападу на Магунчен у Пескадорах» (1895 рік).